# ベンジャミン・フランクリン・バトラー (マサチューセッツ州知事)
ベンジャミン・フランクリン・バトラー（英: Benjamin Franklin Butler, 1818年11月5日-1893年1月11日）は、アメリカ合衆国の弁護士、政治家であり、マサチューセッツ州選出のアメリカ合衆国下院議員とその後マサチューセッツ州知事を務めた。南北戦争の時は、占領したニューオーリンズの統治、「コントラバンド」としての奴隷に関する政策、バミューダ・ハンドレッド方面作戦での実効の無い統率、およびフィッシャー砦での愚行によってこの戦争の政治家将軍の中でも最も議論の多い一人に位置付けられている。戦後何年も、南部の白人から広く悪口を言われ、「けだものバトラー」という渾名まで頂戴した。

## 初期の経歴
バトラーはニューハンプシャー州ディアフィールドで、米英戦争の時に（ニューオーリンズの戦い）アンドリュー・ジャクソンの下で仕えたジョン・バトラー大尉の息子として生まれた。アメリカ合衆国建国の父ベンジャミン・フランクリンに因んで名付けられた。父の死後、母のシャーロット・エリソン・バトラーはマサチュセッツ州ローウェルで下宿屋を営んだ。メイン州のウォータービル・カレッジ（現在のコルビー大学）で学び、1838年に卒業した。1840年にはマサチューセッツ州法廷弁護士として認められ、ローウェルで法律実務を始め、間もなく特に刑法事件の弁護士として頭角を現した。1842年に舞台女優でイズラエル・ヒルドレス博士の娘サラ・ヒルドレスと結婚した。夫妻の娘ブランチは南北戦争で北軍に従軍したミシシッピ州上院議員アデルバート・エイムズと結婚した。
バトラーは民主党員として政界に入り、まずローウェルで労働者の1日10時間労働を定める法律の成立を提唱する活発な選挙運動で一般の注目を集めた。1853年にマサチューセッツ州下院議員となり、1859年には上院議員、1848年から1860年は民主党全国大会の代議員を務めた。サウスカロライナ州チャールストンで開催された1860年民主党全国党大会では、ジェファーソン・デイヴィスの大統領候補指名を提唱し（57回目の投票まで票を入れ続けた）、スティーブン・ダグラスには反対し、その後の選挙運動ではジョン・ブレッキンリッジを支持した。南北戦争の前の軍歴は1839年のマサチューセッツ州民兵隊少尉補で始まり、1855年には民兵隊の准将に昇進した。これらの階級はその政治的位置付けに密接に関連し、来るべき紛争に備えての実際の軍隊経験はほとんど無かった。

## 南北戦争

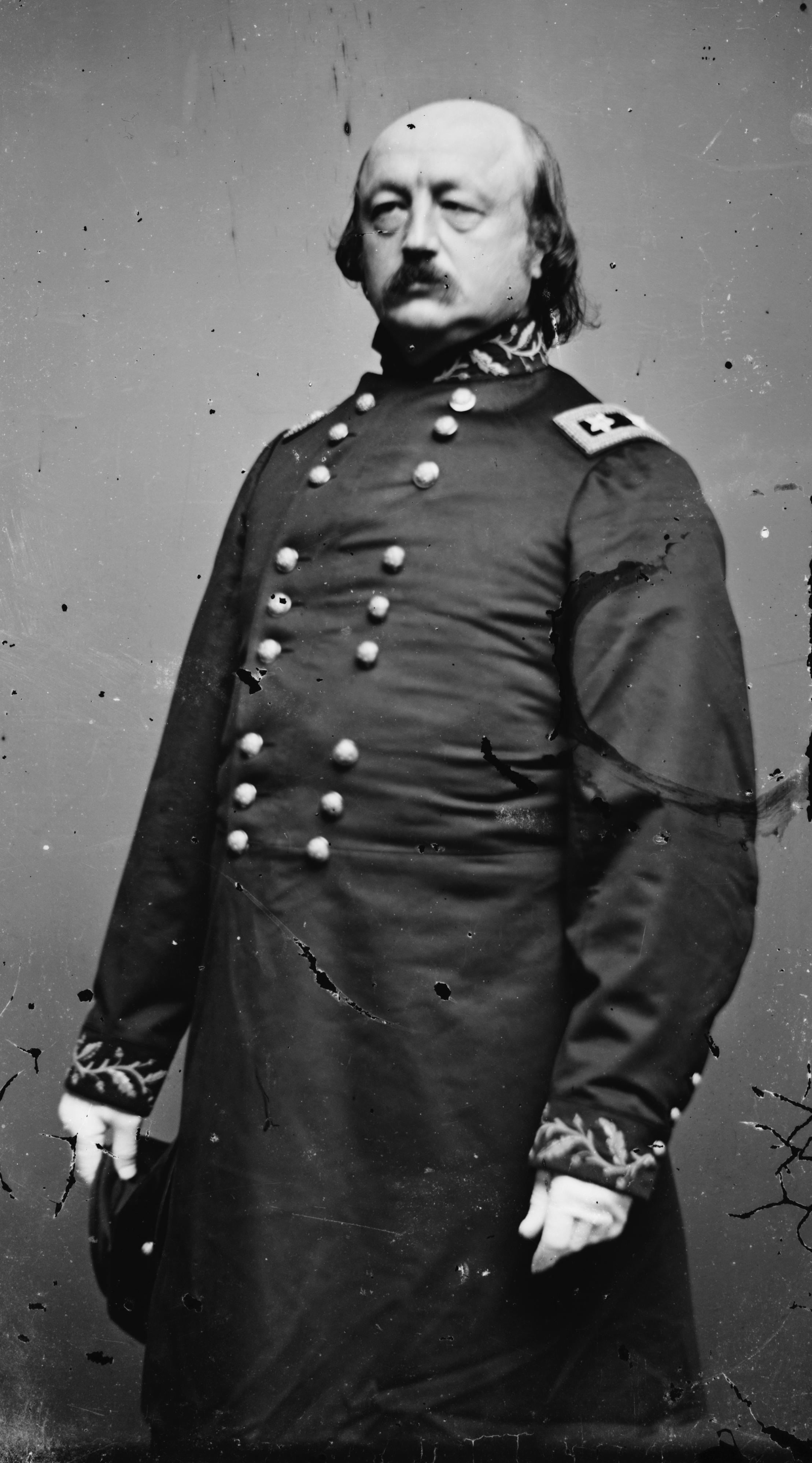
南北戦争時のバトラー将軍

州知事ジョン・A・アンドリューが北軍の諸州とワシントンD.C.との間の対話を再開させるためにマサチューセッツの軍隊をバトラーに付けて派遣した。北東部からの主要な鉄道の接続点はボルティモアを通っており、戦争の開始直後はメリーランド州が北部に留まるかどうかが不明だった。1861年4月20日、バトラーは蒸気船で第8マサチューセッツ歩兵連隊とともにメリーランド州アナポリスに到着した。その専門である交渉技術を使ってメリーランド州知事と交渉し、4月22日までにその連隊が上陸しボルティモア周辺の損傷した鉄道の修復を行い始めた。同時にニューヨーク州第7歩兵連隊も到着し、バトラーは全軍の指揮を執った。その軍歴は公式の指示が無いような場合に権力を握る熱心さで特徴づけられていた。バトラーがアナポリスに留まっている間に、ニューヨーク連隊はエイブラハム・リンカーン大統領の最初の志願兵要求に応えて最初にワシントンに進軍した部隊となった。5月13日、バトラーの残っていた部隊が抵抗無しにボルティモアを占領した。リンカーンは5月16日付けで、バトラーを最初の志願兵少将の一人に指名した（この日にはジョン・A・ディクスとナサニエル・バンクスにも指名があった。2人とも昇進順序がバトラーより上であり、バトラーは志願兵少将の第3位になった）。
バトラーはバージニア州ハンプトンのモンロー砦とバージニア方面軍の指揮を割り付けられた。バージニアにおける戦術的作戦の遂行においては、ほとんど軒並み不成功だった。ビッグベセルの戦いが初陣となったが、北軍にとって当惑するような敗北だった。モンロー砦の指揮官である間に、その防衛線の中に入ってきた逃亡奴隷をその所有者に返還することを拒否した。その根拠は砦強化の労働者などとしてその奴隷達はコントラバンド（戦時禁制品）であり、1850年の逃亡奴隷法があったとしても、これらの奴隷に相対的自由を認めることが正当化されるということだった。アメリカ合衆国議会は後に奴隷返還禁止法を成立させ、他の北軍指揮官がそのような奴隷を以前の主人に戻すことを拒否するよう強制した。
1861年のその後、バトラーはアメリカ海軍と協働してノースカロライナ州ハッテラス砦とクラーク砦を占領する遠征隊を指揮した（ハッテラス入り江砲台の戦い）。1862年5月、ニューオーリンズを海軍が占領した後でそこを占領する軍隊を指揮した。この町の統治では断固たる態度と厳格さを示した。バトラーの統治下でのニューオーリンズは異常なくらい健全で秩序が保たれた。しかし、その行動の多くは非常に攻撃的であり、例えばオランダ領事館に保存されていた80万ドルを捕獲し、フランスのシャンパン業者であり「シャンパン・チャーリー」として有名だったシャルル・エドシックをスパイとして投獄した。最も悪名高いのは、幾つかの挑発を行った後に発行した5月16日のバトラーの将軍命令第28号であり、もし女性がアメリカ合衆国の士官または兵卒を侮辱したり侮蔑を示した場合には、「町で職業を営む女」すなわち売春婦と見なされそのように待遇されるというものだった。この命令には北部でも南部でも、さらには海外の特にイギリスやフランスで抗議の声が上がり、疑いも無く12月17日にメキシコ湾方面軍指揮官から外される原因になった。「けだものバトラー」とか「スプーン」と渾名をつけられたが、この後の方は彼が滞在する南部の家庭で銀器をくすねる癖によるものだとされている。
1862年6月7日、ニューオーリンズの合衆国造幣所にデヴィッド・ファラガット提督が置いた合衆国国旗を破ったウィリアム・B・マンフォードを処刑した。この処刑のために、アメリカ連合国大統領ジェファーソン・デイヴィスの将軍命令第111号で、極刑に値する重罪人と糾弾され（1862年12月）、もし捕まえた場合には処刑のために留め置くこととされた。
1863年11月、バージニア・ノースカロライナ軍管区（Department of Virginia and North Carolina）を指揮し、1864年5月、その指揮下にある軍隊はジェームズ軍と名前を変えた。バージニア州ピーターズバーグに東から攻撃し、北から攻撃するユリシーズ・グラントの軍隊と連携して、リッチモンドに物資を供給する鉄道の連絡を破壊してロバート・E・リー将軍の注意を引くよう命令を受けた。グラントはバトラーの軍事技術をほとんど買っていなかったが、バトラーは強い政治的コネを持っていたので、その能力以上の地位に留まり続けた。バトラーの軍隊は命令されたようにピーターズバーグに直接攻撃を掛けるどころか、バミューダハンドレッドと呼ばれるリッチモンドの東の地域に嵌りこんでしまい、南軍P・G・T・ボーリガード将軍の遥かに劣る部隊によって動けなくされ、割り当てられた任務のどれも果たせなかった。ノースカロライナ州フィッシャー砦に対する遠征では不始末を仕出かし、遂に12月にグラント将軍から更迭されることになった。バトラーは1865年11月30日に除隊した。

## 戦後の政歴

バトラーの署名

バトラーは1867年から1875年と1877年から1879年は共和党員として合衆国下院議員になった。戦前は民主党に与していたが、連邦議会ではレコンストラクション立法で急進派共和党員として人目を引き、1871年、クー・クラックス・クラン法を起草した。共和党上院議員チャールズ・サムナーと共に、公共施設での人種差別を禁止する独創性と影響力のある1875年の公民権法を提案した。この法案は違憲と宣言され、合衆国の人種的少数派はバトラーが推進した法の条項を1964年の公民権法が復活させ拡張するまで1世紀近くも待たされることになった。
バトラーはアンドリュー・ジャクソン大統領を上院で弾劾裁判にかけるために下院で選ばれた管理者の一人となり、裁判を開き、最も重要な役割を担ったが、弾劾そのものは不成立だった。
グラント大統領には強い影響力を行使し、下院での広報担当官と見なされた。国債を紙幣で償還することを強く提唱した一人だった。下院議員時代の第42会期では法律改定委員会、第43会期では司法権委員会の委員長を務めた。
1872年、有名なフィリップ・アーノルドによるダイアモンドと宝石詐欺で騙された知名度の高い幾人かの投資家の中にバトラーの名があった。
1878年には無所属でマサチューセッツ州知事選に出馬して落選し、1879年には民主党とグリーンバック党公認で出馬してやはり落選した。1882年、民主党公認で今度は当選したが、民主党は州の他の役職を抑えられなかった。1883年から1884年に知事職を務めた。1884年の大統領選挙ではグリーンバック党と反モノポリ党の大統領候補となり、一般選挙で175,370票を得た。民主党のグロバー・クリーブランド指名を痛烈に批判し、バトラー自身の票をマサチューセッツ州とニューヨーク州で共和党候補ジェイムズ・G・ブレインに渡すことでクリーブランドを負かそうとした。
バトラーの弁護士としての収入は死の直前まで年収10万ドルと推計されている。有能だが風変わりな管理者であり才気あふれる弁護士だった。政治家としては、痛切な反対を呼び起こし、明らかに当然の報いで告発された。バトラーが将軍として指揮を執っていた間にニューオーリンズでその兄弟によって、またバージニアおよびノースカロライナ方面軍ではその義兄弟によって行われた南軍との違法な取引の利益について見逃しまた分け前を得たことで汚職と収賄で告発された。
バトラーはワシントンD.C.での公判中に死んだ。マサチューセッツ州ローウェルのヒルドレス墓地にある妻の家系の墓所に埋葬されている。その子孫には有名な科学者アデルバート・エイムズ・ジュニア、女性参政権論者で画家のブランチ・エイムズ・エイムズ、政治家のバトラー・エイムズ、およびジャーナリストのジョージ・プリンプトンがいる。